# Egidio Albornoz
Egidio Albornoz (spagnolo: Gil Álvarez Carrillo de Albornoz; Carrascosa del Campo, 1310 – Viterbo, 24 agosto 1367) è stato un cardinale, generale e politico spagnolo.
È stato il fondatore del Collegio di Spagna, istituzione accademica bolognese.

## Biografia

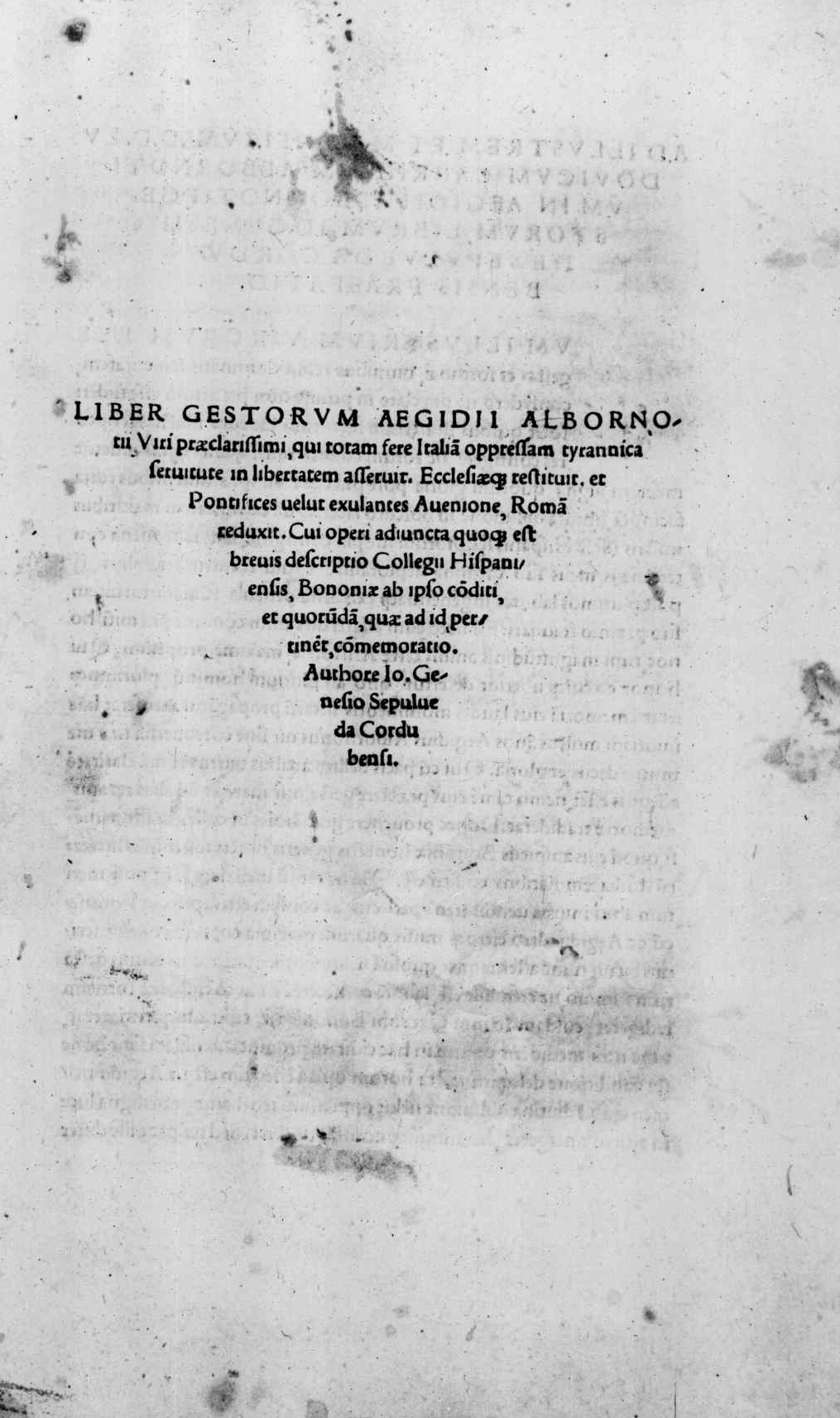
Juan Ginés de Sepúlveda, Liber gestorum Aegidii Albornotii ("Il libro delle gesta di Egidio Albornoz"), 1521

### La carriera ecclesiastica in Spagna
Il padre, Don Garcia, era un discendente del re Alfonso V di León; la madre, Teresa de Luna, apparteneva alla Real Casa d'Aragona.
Dopo aver studiato legge a Tolosa, fu nominato elemosiniere reale, poco dopo arcidiacono di Calatrava e infine, il 13 maggio 1338, arcivescovo di Toledo, succedendo nella carica allo zio materno Ximenes de Luna, che lo aveva avviato alla carriera ecclesiastica. Nel 1340 fu al seguito di re Alfonso XI di Castiglia durante la sua campagna contro i Mori, salvò la vita del re durante la battaglia del rio Salado del 30 ottobre 1340 e prese parte all'assedio di Algeciras del 1344. Come arcivescovo di Toledo indisse due sinodi, uno a Toledo nel maggio 1339, l'altro ad Alcalá nell'aprile 1347.
Nel marzo 1350, ad Alfonso XI succedette il figlio Pedro "El Cruel", che fu in varie occasioni duramente ripreso dall'Albornoz per la sua crudeltà e lussuria. Per questo motivo il re maturò un odio mortale nei suoi confronti e cercò di ucciderlo.

### La nomina a cardinale e l'incarico in Italia
L'arcivescovo partì dalla Spagna e si rifugiò alla corte papale di Avignone, dove fu accolto benevolmente da Clemente VI, che lo creò cardinale di San Clemente il 17 dicembre 1350. A seguito della nomina, l'Albornoz rassegnò le proprie dimissioni dalla carica di arcivescovo di Toledo. Dopo due anni e mezzo, Innocenzo VI, anche in previsione del possibile ritorno del papato nella sede di Roma, che avvenne infatti una quindicina di anni dopo, lo incaricò di restaurare l'autorità papale nei territori della Chiesa in Italia.
Durante il lungo periodo di soggiorno dei papi ad Avignone, infatti, i loro territori in Italia, pur essendo sempre rimasti nominalmente sotto l'autorità della Chiesa, di fatto erano da tempo in mano a diversi signori locali, che esercitavano il loro potere in una situazione di quasi completa anarchia.

### La riconquista del Lazio e dell'Umbria
La bolla pontificia che lo nominava legato e vicario generale degli Stati Papali con poteri straordinari (vicario generale terrarum et provinciarum Romane Ecclesie in Italie partibus citra Regnum Siciliae) fu emanata il 30 giugno 1353. Il cardinale spagnolo fu tra i primi a cumulare la carica di legato a quella di vicario generale. Con tale accorpamento Albornoz ebbe la più ampia libertà d'azione in campo politico come nell'organizzazione dell'amministrazione e nei rapporti coi sudditi. L'intrepido cardinale discese in Italia nell'autunno 1353 alla testa di un piccolo esercito di mercenari. Dopo essersi assicurato il supporto dell'influente arcivescovo Giovanni Visconti di Milano e di quelli di Pisa, Firenze e Siena, iniziò le sue operazioni militari contro il potente Giovanni di Vico, prefetto di Roma, signore di Viterbo e usurpatore di vasta parte dei territori papali. Questi fu sconfitto nella battaglia di Orvieto del 10 marzo 1354. Il 5 giugno, a Montefiascone, fu stipulato un trattato di pace in virtù del quale Giovanni di Vico fece poi atto di sottomissione nei confronti del cardinale ad Orvieto.
Per assicurarsi la lealtà futura del prefetto, il cardinale lo nominò governatore di Corneto per dodici anni. Innocenzo VI si dispiacque per la clemenza del trattato, ma il cardinale giustificò le sue azioni rimarcando la necessità di usare prudenza, per non fallire il successo finale. Il papa aveva inviato a supporto del cardinale Cola di Rienzo, un ex tribuno di Roma. Il cardinale, però, non ebbe fiducia nel visionario Cola di Rienzo, e per un certo tempo lo fece stazionare a Perugia; a seguito delle insistenti richieste dei Romani e di Cola di Rienzo stesso, finalmente lo nominò Senatore di Roma, al posto di Guido dell'Isola che si era dimostrato impotente nei confronti degli intrighi della nobiltà romana. Il 1º agosto 1354 Cola di Rienzo entrò a Roma salutato dal popolo come liberatore. Tuttavia, molto presto, la sua crudeltà, le sue tasse oppressive e i suoi costosi passatempi lo resero inviso al popolo e, durante un tumulto, l'8 ottobre 1354 cadde vittima della furia della folla. Dopo la caduta di Cola di Rienzo, il cardinale riuscì a riportare l'ordine a Roma.
Il risultato della sottomissione di Giovanni di Vico fu il ritorno degli Stati Papali (in senso stretto) e delle città ghibelline dell'Umbria (in particolare Terni, Todi e Amelia) sotto l'autorità papale.

### La riconquista della Marca anconitana e della Romagna
L'Albornoz, a questo punto, rivolse la sua attenzione al recupero della Marca anconitana e della Romagna. Dopo essersi guadagnato l'appoggio di Gentile da Mogliano di Fermo e di Rodolfo da Varano di Camerino, iniziò le operazioni militari contro i due potenti Malatesta di Rimini: Galeotto e Guastafamiglia. I Malatesta si allearono con il loro nemico Francesco II Ordelaffi di Forlì, che aveva esteso il suo potere su una larga fetta di Romagna. Gli alleati batterono senza difficoltà l'infido Gentile da Mogliano. Si ricordi che i Malatesta si erano impadroniti nel 1348 anche di Ancona, approfittando della peste nera che allora imperversava in città e di un terribile incendio che aveva messo la città in ginocchio.
Il cardinale affidò il comando supremo del proprio esercito a Rodolfo da Varano. Egli riportò una vittoria schiacciante su Galeotto I Malatesta intorno a Paterno, un castello di Ancona. Il 2 giugno 1355 fu sottoscritto il trattato di pace con i Malatesta, che fu approvato da Innocenzo VI il 20 giugno. Da quel momento in poi i Malatesta divennero fedeli alleati delle forze pontificie.
In seguito alla vittoria nella battaglia di Paterno, l'Albornoz poté entrare ad Ancona, dove edificò una grande rocca che doveva servire anche come sede del pontefice nella Marca, una volta che fosse tornato in Italia. L'Albornoz, infatti, aveva fatto costruire l'edificio con un aspetto prettamente militare all'esterno, ma con un interno sfarzoso, ricco di giardini e di ogni comodità. La rocca dell'Albornoz rimase in piedi pochi decenni: fu distrutta dal popolo dopo il difficile assedio del 1383, al fine di ristabilire l'antica autonomia cittadina.
La sottomissione dei Malatesta fu presto seguita da quella dei Montefeltro, che portò i distretti di Urbino e Cagli sotto l'influenza del cardinale. Poco dopo, la città di Senigallia e i signori di Ravenna e Cervia (i fratelli Bernardino e Guido da Polenta) si sottomisero al cardinale.
Verso la fine del 1355 l'Albornoz fu nominato vescovo di Sabina.
Francesco II degli Ordelaffi, Signore di Forlì, e il suo alleato Giovanni di Ricciardo Manfredi, Signore di Faenza, si rifiutarono ostinatamente di sottomettersi. Nel 1356, per ordine del Papa, fu proclamata una crociata contro di loro. I Manfredi non se la sentirono di continuare nella lotta e cedettero Faenza all'Albornoz il 10 novembre 1356, ma l'Ordelaffi e sua moglie, la bellicosa Marzia degli Ubaldini, restavano ancora da sottomettere. La crociata contro i Forlivesi continuò ad essere predicata in varie parti d'Europa, oltre che in Italia: ad esempio, in Germania e in Ungheria: l'intera Cristianità si stava mobilitando contro Francesco Ordelaffi.

### Il rientro ad Avignone
Il cardinale, in passato, aveva ripetutamente chiesto ad Innocenzo VI di richiamarlo ad Avignone. Ora che tutti gli "usurpatori" dei Territori Pontifici, ad eccezione dell'Ordelaffi, erano stati sottomessi, il papa acconsentì alla sua richiesta e inviò Androin de la Roche, Abate di Cluny, per avvicendarlo in Italia.
Prima di tornare ad Avignone, il cardinale incontrò a Fano tutti i vicari dei territori pontifici il 29 aprile 1357. Durante questo incontro, che durò tre giorni, pubblicò le sue famose Costituzioni degli Stati Papali, Constitutiones Sanctæ Matris Ecclesiæ, più note come "Costituzioni egidiane", nelle quali si regolavano tutte le questioni relative allo Stato Pontificio. Il territorio veniva diviso nelle seguenti province: Campagna e Marittima, Ducato di Spoleto, Marca anconitana, Patrimonio di San Pietro in Tuscia e Provincia Romandiolæ.
Quando il cardinale rese nota all'assemblea dei vicari la sua intenzione di ritornare ad Avignone, essi gli chiesero di rimanere almeno fino a settembre. L'Albornoz, seppure a malincuore, accettò e iniziò immediatamente le operazioni militari contro gli Ordelaffi. Il 21 giugno conquistò Cesena, pur difesa dalla figura eroica di Marzia degli Ordelaffi, e il 25 luglio espugnò Bertinoro. Quando il cardinale partì per Avignone, in settembre, l'Ordelaffi era ancora signore di Forlì e di poche altre fortezze della Romagna. Il 23 ottobre l'Albornoz giunse ad Avignone, dove fu ricevuto dal Papa con i massimi onori e fu salutato come Pater Ecclesiæ.

### La presa di Forlì
L'Albornoz si trattenne ad Avignone solo per poco tempo. Il suo successore in Italia, l'Abate di Cluny, abbandonò i metodi militari per trattare con buoni risultati con l'esperto e valoroso Francesco Ordelaffi. Tuttavia, gli intrighi di Giovanni di Vico (il prefetto di Roma) nell'Alto Lazio e in Umbria e nuove minacce verso l'Urbe richiesero nuovamente la presenza dell'Albornoz in Italia. Il papa gli ordinò di tornare nel dicembre 1358. Immediatamente ricominciò le operazioni militari della crociata contro i Forlivesi (in realtà, si trattò di quattro crociate consecutive), diretta in particolare contro l'Ordelaffi, i cui tentativi di assoldare Konrad von Landau, detto il conte Lando, e la sua Grande Compagnia furono frustrati da un contratto siglato dal cardinale con il Lando stesso. L'Ordelaffi, dopo un'ultima fortunata operazione militare, fu finalmente costretto a trattare, per l'esaurirsi delle risorse, il 4 luglio 1359 e lo stesso giorno il cardinale prese possesso di Forlì, insediando nel Palazzo del Comune sia la sua cancelleria sia la propria residenza, comprensiva di una sala consiliare. Il fatto che il cardinal legato risiedesse proprio in Forlì, dalle lunghe tradizioni ghibelline e ultima città ribelle al Papa, aveva il chiaro valore simbolico di indicare che il processo di "normalizzazione" dello Stato della Chiesa poteva dirsi compiuto.
All'Ordelaffi fu concesso di governare come vicario pontificio su Forlimpopoli e Castrocaro. Intanto, a Roma, durante l'assenza del cardinale, la popolazione aveva formato un collegio di septemviri per coadiuvare nel governo il senatore (carica monocratica).
Ritenendo imprudente andare contro la volontà popolare, il cardinale acconsentì al nuovo ordinamento, ma riservò al Pontefice la nomina del senatore.
Nel 1360, comunque, come strascico delle vicende belliche, l'Albornoz fu oggetto di un attentato, fallito, a Forlimpopoli: la rappresaglia che ne seguì comportò gravi distruzioni alla cittadina, il trasferimento della sede episcopale a Bertinoro e la traslazione delle reliquie di San Ruffillo a Forlì.

### La difesa dei territori della Chiesa
Una volta riconquistate tutte le terre della Chiesa, negli anni sessanta del XIV secolo il cardinale avviò un progetto di fortificazione militare dello stato, chiamata appunto la "politica delle Rocche", con la quale provvide a far edificare una serie di fortificazioni che andarono a costituire una sorta di spina dorsale armata lungo l'asse longitudinale Romagna-Marche-Umbria-Lazio. L'obiettivo era quello di tenere sotto controllo i territori riconquistati, presidiando militarmente i centri urbani e i punti di snodo più strategici, e al tempo stesso far sentire alla popolazione l'effettiva presenza dell'autorità centrale ecclesiastica e la possibilità di sue azioni militari, sia pure in presenza di una certa autonomia concessa alle amministrazioni cittadine. Sorsero così grandi castelli, molti dei quali ancora ben conservati, come le rocche di Narni, Spoleto, Piediluco, Sassoferrato, Forlimpopoli e Viterbo. Non solo: molte preesistenti costruzioni vennero fortificate, come nel caso ad esempio di Assisi, Todi, Acquaviva Picena e Urbino.

### Bologna e Milano
Il territorio pontificio ritornò nella quasi totalità sotto l'autorità papale. Rimase Bologna, che venne recuperata in seguito ad una complessa trattativa con i Visconti. Al principio degli anni sessanta, Giovanni Visconti da Oleggio, che governava su Bologna, entrò in guerra con Bernabò Visconti di Milano, che mirava ad ottenerne la signoria. Non potendo contrastare il potente Bernabò, il 17 novembre 1360 Giovanni Visconti consegnò la città al cardinale Albornoz, che in precedenza aveva cercato invano di raggiungere un compromesso con Bernabò. L'Albornoz cedette in cambio al Visconti la città marchigiana di Fermo.
Nel frattempo Innocenzo VI morì (12 settembre 1362). L'Albornoz rifiutò la tiara che gli era stata offerta, e fu eletto il francese Guglielmo di Grimoard, che assunse il nome di Urbano V. Sotto di lui l'Albornoz continuò le operazioni militari contro Bernabò, la cui ostinata resistenza fu il principale ostacolo alla crociata che il nuovo papa voleva intraprendere contro i Turchi.
Quando tutti gli altri tentativi fallirono, nella primavera del 1363 il papa proclamò una crociata contro Bernabò. In aprile il cardinale riportò una vittoria a Salaruolo, presso Faenza, e la completa sottomissione del tiranno divenne solo una questione di tempo. Ma l'idea della crociata contro i Turchi si era talmente radicata nella mente del papa che il 13 marzo 1364 fu conclusa con Bernabò un'affrettata pace, le cui condizioni erano estremamente favorevoli all'usurpatore, che ricevette 500.000 fiorini d'oro per la restituzione dei territori pontifici occupati.

### Gli ultimi anni

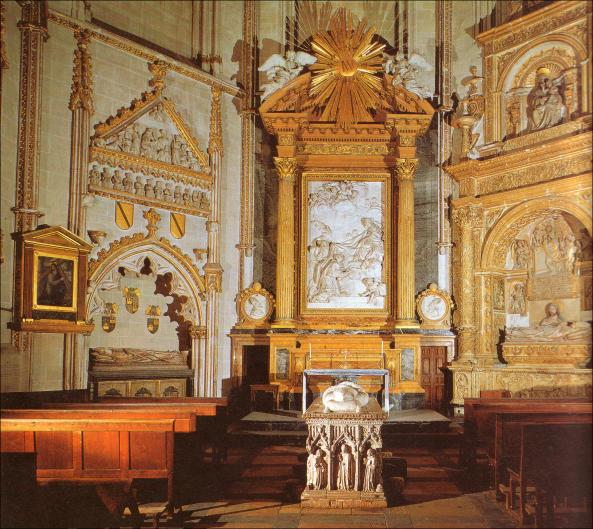
Il sepolcro nella cattedrale di Toledo

Il cardinale aveva ormai concluso il difficile compito che gli era stato affidato da Innocenzo VI. Aveva di nuovo riportato sotto il controllo papale tutti i territori dello Stato Pontificio e aveva reso possibile il ritorno del Papa a Roma. Ma non ricevette la gratitudine che si era duramente guadagnato. Urbano V dette credito ai nemici del cardinale che lo accusavano di essersi appropriato del denaro pontificio. A causa di ciò, l'amministrazione della Romagna fu tolta all'Albornoz e affidata all'arcivescovo di Ravenna. In conseguenza di questo, il cardinale chiese di essere richiamato dall'Italia e scrisse una lettera al papa nella quale faceva un resoconto della sua gestione. Il papa si rese conto del suo errore e, in risposta, concesse il dovuto riconoscimento per l'inestimabile servizio che l'Albornoz aveva reso al papato.
Nel 1367 Urbano V tornò a Roma; l'Albornoz lo ricevette a Viterbo, ma morì prima che il papa potesse entrare nella città eterna. In accordo con i suoi desideri, fu sepolto nella Basilica di San Francesco d'Assisi, nella Cappella di Santa Caterina, da lui stesso commissionata all'architetto Matteo Gattaponi, che per il Cardinale aveva già progettato molte fortificazioni. Quattro anni dopo, i suoi resti furono traslati nella cattedrale di Toledo. Le sue Costituzioni per gli Stati Papali furono tra i primi libri stampati in Italia (Jesi, 1473); esse rimasero in vigore fino al 1816. Fu anche l'autore di una raccolta di tutti i documenti relativi alla riconquista della Marca anconitana. Essi sono conservati nell'archivio vaticano con il titolo di Codex legationis Cardinalis Egidii Albornotii.

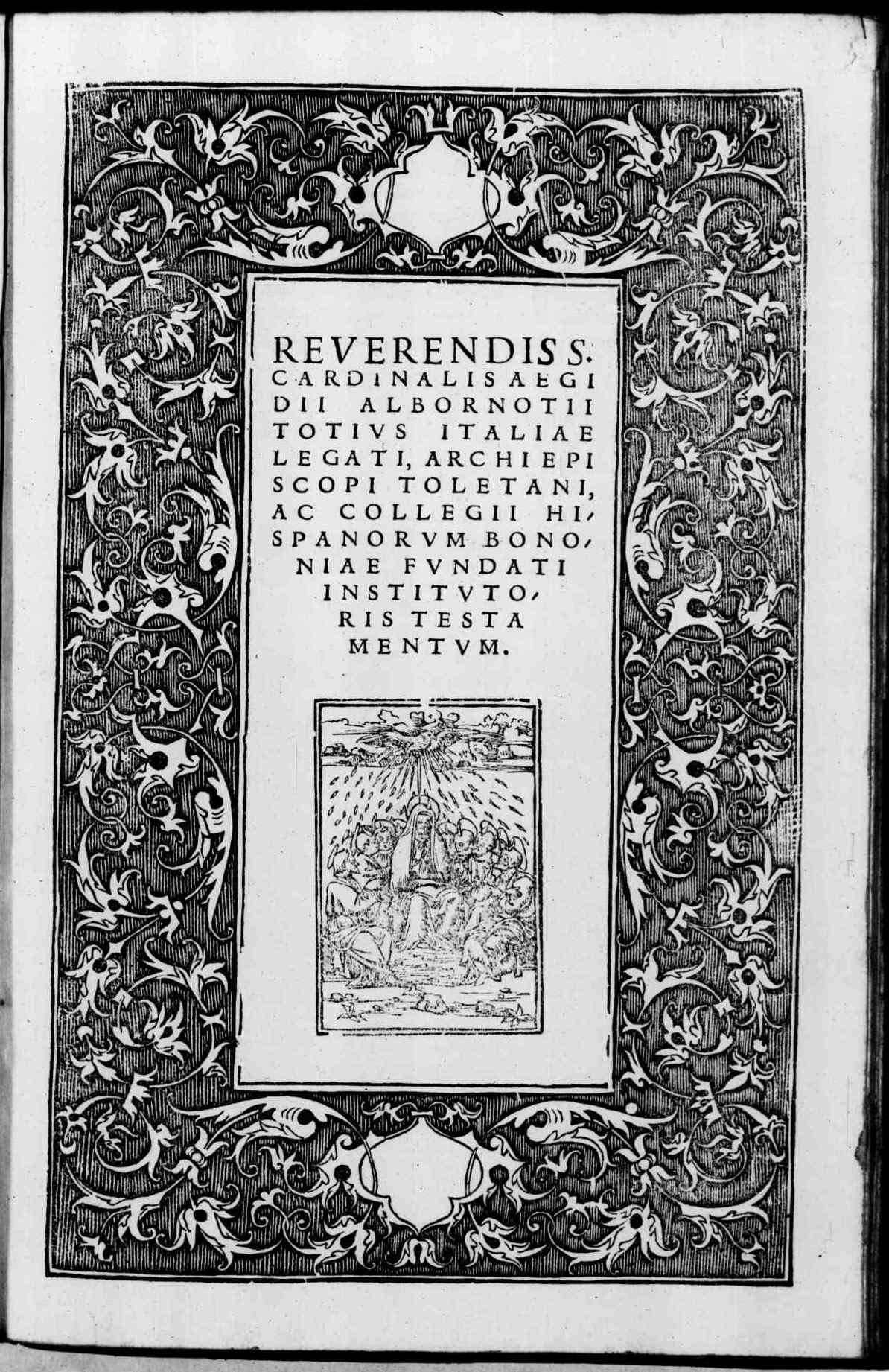
Testamentum, 1533

## Successione apostolica
La successione apostolica è:
- Vescovo Blasco Dávila (1340)
- Arcivescovo Blas Fernández de Toledo (1344)
- Cardinale Luca Ridolfucci Gentili (1363)

## Opere
- Constitutiones Aegidianae, 1372, Lucca, Biblioteca arcivescovile, Fondo manoscritti, ms. 24,  ff. 1r-42r.
- (LA) Testamentum, Bologna, Girolamo Benedetti, 1533.